# Ramont
Ramont is een gehucht in de Belgische gemeente Tenneville. Het gehucht Ramont ligt net ten westen van het centrum van Tenneville en is ermee vergroeid. Ramont ligt in de provincie Luxemburg.
Deelgemeenten: Champlon · Erneuville · Tenneville

Overige dorpen: Baconfoy · Beaulieu · Belle-Vue · Berguème · Cens · Grainchamps · Journal · Laneuville-au-Bois · Mochamps · Ortheuville · Prelle · Ramont · Tresfontaines · Wembay · Wyompont 

Belgische gemeenten · Arrondissement Marche-en-Famenne · Luxemburg · Wallonië